# Leaky Bucket
O algoritmo de Leaky Bucket permite controlar a taxa de transmissão de pacotes pela rede, transparecendo que todo o tráfego é transmitido a uma taxa constante. 
Este algoritmo resume-se a um "balde" que representa o buffer do receptor com capacidade para b bytes no qual os pacotes que chegam são armazenados e numa taxa de transmissão constante x(t) e são enviados para reprodução a uma taxa d. Seguem-se algumas opções do uso do leaky-bucket:
1. A taxa de chegada dos pacotes para o buffer é igual a taxa de reprodução, ou seja, x(t) = d. Nesse caso a reprodução não sofrerá problemas, pois nem haverá falta dados para reprodução e nem haverá sobrecarga do buffer (overflow).
2. A taxa de chegada dos pacotes para o buffer é superior a taxa de reprodução, ou seja  x(t) > d. Com isto o buffer acabará por ser sobrecarregado (sofrerá overflow) e começará a descartar pacotes. Essa perda de pacotes prejudicará a reprodução do video/audio o qual reproduzirá com falta de dados.
3. A taxa de chegada dos pacotes para o buffer é inferior a taxa de reprodução, ou seja  x(t) < d. Nesse caso, ocorrerá uma situação oposta ao caso anterior, ou seja a reprodução parará de mostrar novos dados de video/audio pois o buffer estará vazio, numa situação conhecida como inanição.